# Lomonóssove
Lomonóssove (en (ucraïnès): Ломоносове, en rus: Ломоносово, Lomonóssovo) és un poble de la República Autònoma de Crimea a Ucraïna, que el 2014 tenia 575 habitants. Pertany al districte de Nijnegorski.